# Andrei Wladimirowitsch Jewdokimow
Andrei Wladimirowitsch Jewdokimow (russisch Андрей Владимирович Евдокимов; * 9. März 1999 in Georgijewsk) ist ein russischer Fußballspieler.

## Karriere
Jewdokimow begann seine Karriere bei Master-Saturn Jegorjewsk. Zur Saison 2018/19 wechselte er zur drittklassigen Reserve des FK Chimki. Im November 2018 stand er auch erstmals im Profikader, zum Einsatz kam er aber noch nicht. In der Saison 2018/19 kam er zu 13 Einsätzen für Chimki-2 in der Perwenstwo PFL. Im Oktober 2019 gab er dann sein Debüt für die Profis in der Perwenstwo FNL. Es sollte bis zum COVID-bedingten Saisonabbruch sein einziger Einsatz für Chimki bleiben, für die Reserve kam er zu 15 Drittligaeinsätzen. Mit Chimki stieg er in die Premjer-Liga auf.
Nach dem Aufstieg wechselte Jewdokimow zur Saison 2020/21 zum Zweitligisten Torpedo Moskau. In seiner ersten Spielzeit machte er 38 Zweitligaspiele für Torpedo. In der Saison 2021/22 kam er 22 Mal zum Einsatz, auch mit den Moskauern stieg er zu Saisonende in die Premjer-Liga auf. Im Oberhaus kam er aber nie mehr zum Einsatz, in der Saison 2022/23 spielte er ausschließlich für Torpedos neu geschaffene Reserve in der PFL. Torpedo stieg zu Saisonende direkt wieder aus der Premjer-Liga ab.
Zur Saison 2023/24 wechselte Jewdokimow dann innerhalb der zweiten Liga zum PFK Sokol Saratow.